# Lijst van gotische gebouwen in Overijssel
Dit is een (onvolledige) lijst van de gebouwen die in de gotische stijl zijn gebouwd in de Nederlandse provincie Overijssel. Vaak zijn de gebouwen niet volledig in gotische stijl gebouwd, in dat geval worden enkel de gegevens van het gotische gedeelte gegeven.
| Naam                                            | Functie          | Start bouw (jaar)  | Voltooid (jaar)     | Stijl                            | Huidige staat                       | Oorspronkelijke hoogte (m) | Huidige hoogte (m)     | Lengte (m) | Breedte (m) | Stad      | Straat               | Afbeelding |
| ----------------------------------------------- | ---------------- | ------------------ | ------------------- | -------------------------------- | ----------------------------------- | -------------------------- | ---------------------- | ---------- | ----------- | --------- | -------------------- | ---------- |
| Broederenkerk                                   | Kerk             | 1335               | 1338                | Gotiek                           | ?                                   | ?                          | ?                      | ?          | ?           | Deventer  | Broederenstraat 20   |            |
| Grote of Lebuïnuskerk                           | Kerk             | 1450               | 1525                | Gotiek                           | Gerestaureerd                       | ?                          | Schip: 18 Toren: 62,50 | 99,10      | 38,65       | Deventer  | Grote Kerkhof 41-42  |            |
| Mariakerk                                       | Kerk             | 13e eeuw           | eind 13e eeuw       | Gotiek                           | Deels gesloopt                      | ?                          | ?                      | ?          | ?           | Deventer  | Nieuwe Markt 35      |            |
| Sint-Nicolaas- of Bergkerk                      | Toren            | ?                  | ?                   | Laatgotiek                       | Schilderingen zijn gerestaureerd    | ?                          | ?                      | ?          | ?           | Deventer  | Bergkerkplein bij 14 |            |
| Waag                                            | Waag             | 1528               | 1531                | Laatgotiek                       | Gerestaureerd                       | ?                          | ?                      | ?          | ?           | Deventer  | Brink 56-57          |            |
| Olde Munte/Vogelsang                            | Munthuis         | XVd-XVIII          | ?                   | Gotiek                           | Verminkt / gerestaureerd            | ?                          | ?                      | ?          | ?           | Deventer  | Boterstraat 3        |            |
| Grote of Sint-Stephanuskerk                     | Kerk             | 1380               | 1466 - 15e eeuw     | Gotiek                           | Gerestaureerd / Herbouwd            | ?                          | ?                      | ?          | ?           | Hasselt   | Markt 8              |            |
| Bovenkerk                                       | Kerk             | na 1250, voor 1275 | na 1450 voor 1500   | Gotiek                           | Gerestaureerd                       | ?                          | ?                      | ?          | ?           | Kampen    | Koornarkt 1          |            |
| Buitenkerk                                      | Kerk             | 1369               | 1453                | Gotiek                           | Gerestaureerd Toren deels ingestort | 70                         | ?                      | ?          | ?           | Kampen    | Kerkstraat 1         |            |
| Gotisch Huis                                    | Patriciërswoning | ?                  | ± 1500              | Laatgotiek                       | Gerestaureerd                       | ?                          | ?                      | ?          | ?           | Kampen    | Oudestraat           |            |
| Oude Raadhuis                                   | Raadhuis         | 1350               | ?                   | Laatgotiek of Nederrijnse gotiek | Deels afgebrand                     | ?                          | ?                      | ?          | ?           | Kampen    | Oudestraat 133       |            |
| Grote of Sint-Clemenskerk                       | Kerk             | 1409               | ?                   | Gotiek                           | Gerestaureerd                       | ?                          | 87                     | ?          | ?           | Steenwijk | Kerkstraat 22        |            |
| Basiliek van Onze-Lieve-Vrouw-ten-Hemelopneming | Kerk             | 1394 ? 1452 1463>  | 1399 1417 1454 1540 | Gotiek                           | Verbouwd Gerestaureerd              | ?                          | ?                      | ?          | ?           | Zwolle    | Ossenmarkt 10        |            |
| Grote of Sint-Michaëlskerk                      | Kerk             | 1406               | 1466                | Nederrijnse gotiek               | Gerestaureerd Toren ingestort       | Toren: 115-120             | Toren is ingestort     | ?          | ?           | Zwolle    | Grote Markt 18       |            |
| Sassenpoort                                     | Stadspoort       | eind 14e eeuw      | begin 15e eeuw      | Gotiek                           | Gerestaureerd                       | ?                          | ?                      | ?          | ?           | Zwolle    | bij Sassenstraat 51  |            |